# Елуру
Елуру (тел. ఏలూరు, гінді एलुरु, англ. Eluru) — місто в Південній індії, адміністративний центр округу Елуру у штаті Андгра-Прадеш; колишній адміністративний центр округу Західний Годаварі.

## Географія
Лежить у центральній частині штату у межиріччі Крішни і Годаварі.

### Клімат
Місто знаходиться у зоні, котра характеризується кліматом тропічних саван. Найтепліший місяць — травень із середньою температурою 32.4 °C (90.3 °F). Найхолодніший місяць — січень, із середньою температурою 23.4 °С (74.2 °F).
| Клімат Елуру            | Клімат Елуру | Клімат Елуру | Клімат Елуру | Клімат Елуру | Клімат Елуру | Клімат Елуру | Клімат Елуру | Клімат Елуру | Клімат Елуру | Клімат Елуру | Клімат Елуру | Клімат Елуру | Клімат Елуру |
| Показник                | Січ.         | Лют.         | Бер.         | Квіт.        | Трав.        | Черв.        | Лип.         | Серп.        | Вер.         | Жовт.        | Лист.        | Груд.        | Рік          |
| Середній максимум, °C   | 28,6         | 30,6         | 33,1         | 35,3         | 37,9         | 36,3         | 33           | 32,2         | 32,3         | 31,5         | 29,7         | 28,4         | 32,4         |
| Середня температура, °C | 23,4         | 25,2         | 27,5         | 30,1         | 32,4         | 31,4         | 29           | 28,6         | 28,5         | 27,5         | 25,2         | 23,5         | 27,7         |
| Середній мінімум, °C    | 18,3         | 19,8         | 21,9         | 24,8         | 27           | 26,5         | 25,1         | 25           | 24,7         | 23,5         | 20,8         | 18,6         | 23           |
| Норма опадів, мм        | 2.8          | 7.2          | 5.7          | 15.3         | 40           | 113.4        | 181.3        | 162.5        | 172.5        | 161.2        | 83           | 11.8         | 956.5        |
| ----------------------- | ------------ | ------------ | ------------ | ------------ | ------------ | ------------ | ------------ | ------------ | ------------ | ------------ | ------------ | ------------ | ------------ |
| Джерело: Weatherbase    |              |              |              |              |              |              |              |              |              |              |              |              |              |